# Mât (constellation)

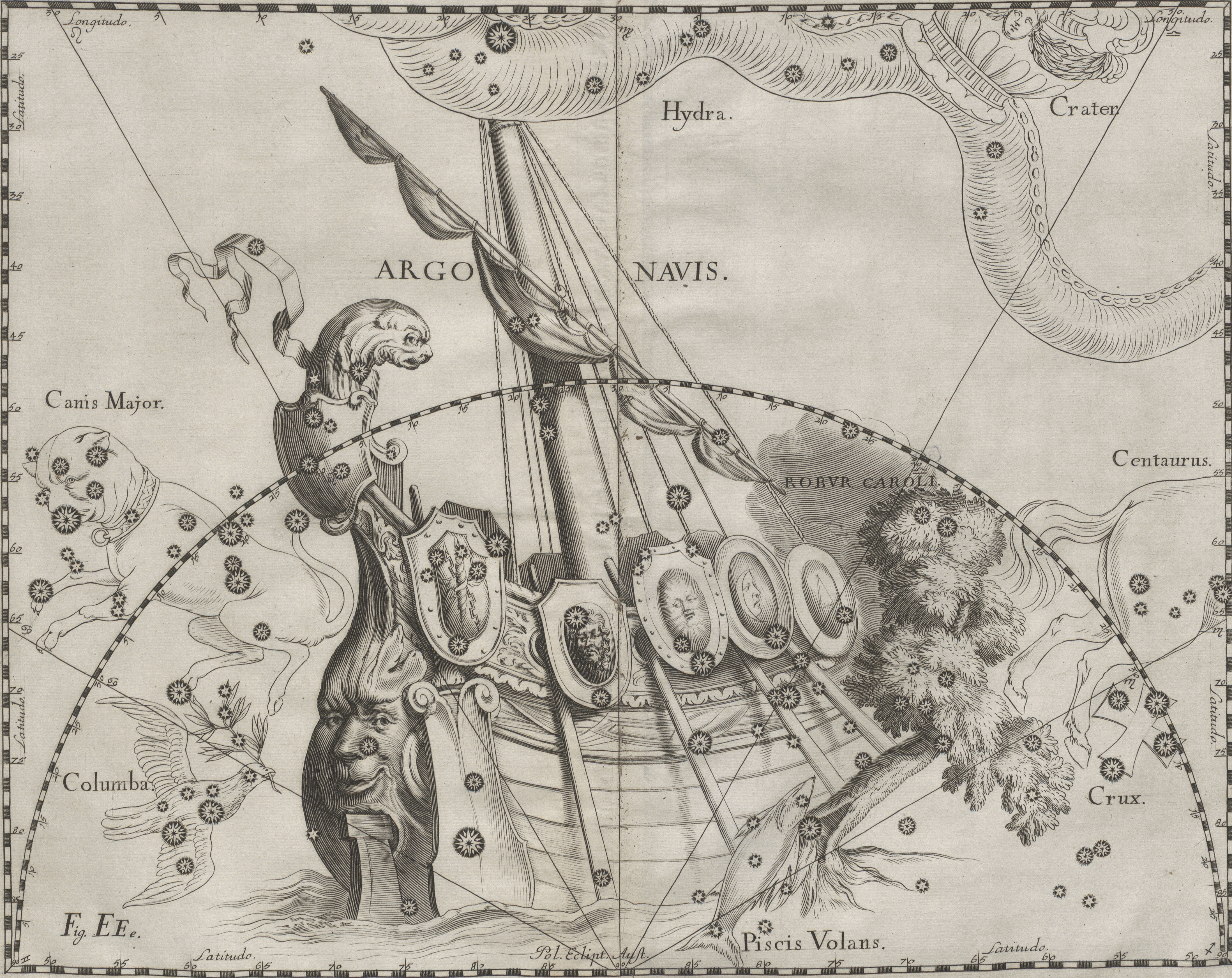
La subdivision du Mât visible sur l'illustration de la constellation du Navire Argo dessiné par Johannes Hevelius, 1690.

Le Mât, Malus en latin, est une ancienne subdivision de la constellation du Navire Argo (Argo Navis) proposée en 1844 par l'astronome anglais John Herschel. 

## Histoire
En 1844, l'astronome anglais John Herschel propose de renommer la constellation de la Boussole (Pyxis), introduite dans les années 1750 par Nicolas-Louis de Lacaille, en la constellation du Mât, suggérant ainsi d'en faire une quatrième subdivision de la constellation du Navire Argo. Cette suggestion n'est pas adoptée et le Mât ne fait aujourd'hui pas partie des 88 constellations utilisées par les astronomes.